# Wacław Ścibor-Rylski

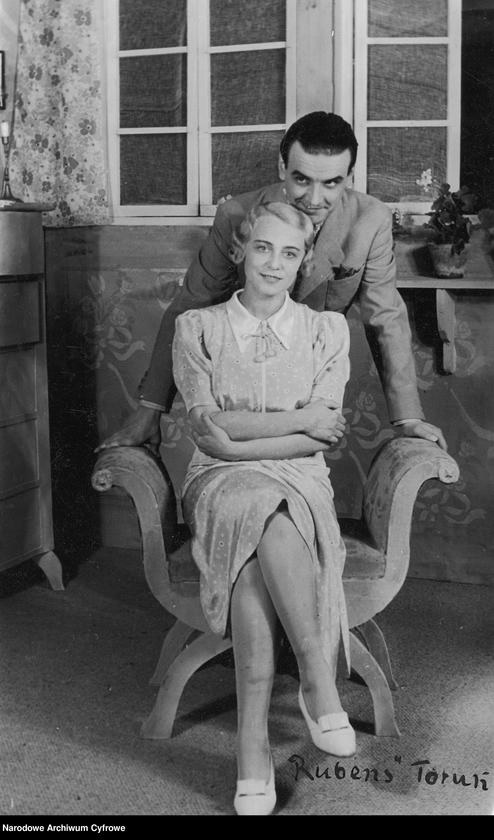
Wacław Ścibor-Rylski z ówczesną żoną Eleonorą Ścibor podczas przedstawienia w teatrze w Toruniu (1937, źr. NAC)

Wacław Ścibor-Rylski (Ścibor, Rylski) (ur. 8 listopada 1898 w Petersburgu, zm. 10 lutego 1971 w Łodzi) – polski aktor teatralny i filmowy, reżyser teatralny, dyrektor teatrów.

## Życiorys
Ukończył gimnazjum w Petersburgu. W 1916 był członkiem petersburskiego Teatru Artystyczno-Literackiego. Po odbytej służbie wojskowej, rozpoczął pracę w teatrach Polski międzywojennej, występując w kolejno w Grodnie (1922-1923), Łodzi (Teatr Miejski, 1923-1924), Krakowie (Teatr Bagatela, 1924-1925),  Bydgoszczy, Grudziądzu i Toruniu (Zjednoczone Teatry Pomorskie, 1924-1925), Wilnie (zespół Reduty, 1926-1929), ponownie w Łodzi (Teatr Kameralny, 1929-1929) oraz w Katowicach (Teatr Polski, 1930-1932). W latach 1932–1933 przebywał w Warszawie, grając w teatrach: Banda, Letnim (1932) oraz Kameralnym i Nowy Momus (1933), gdzie był pierwszym konferansjerem. Następnie powrócił do Wilna, gdzie w latach 1933-1937 występował w tamtejszych Teatrach Miejskich oraz wykładał w tamtejszym studiu dramatycznym. W kolejnych latach był członkiem zespołów: Teatru Ziemi Pomorskiej w Toruniu (1937-1938), Teatru Polskiego w Poznaniu (1938) oraz warszawskiego Teatru Malickiej (1938-1939). 
Po wybuchu II wojny światowej pozostał w Warszawie, pracując początkowo jako woźnica. Szybko jednak zaczął występować na scenach kawiarni warszawskich, a następnie powrócił do pracy aktorskiej. Pod nazwiskiem Rylski występował w jawnych teatrach stolicy: Komedia (1943) oraz Nowym (1944). Występy te spowodowały, po zakończeniu wojny otrzymał zakaz występowania w Warszawie oraz Łodzi do końca sierpnia 1946 roku. W pierwszych latach powojennych był członkiem zespołu objazdowego, występując m.in. w Wieliczce i Radomiu (kwiecień 1945), a następnie organizował i był kierownikiem artystycznym Teatru Kameralnego TUR w Krakowie (sierpień 1945). Ustąpiwszy ze stanowiska po kilku miesiącach, otrzymał angaż we Wrocławiu, gdzie jednak nie rozpoczął pracy. W kolejnych latach grał i reżyserował w Teatrze im. Juliusza Słowackiego w Opolu (1945-1946), Teatrze im. Stanisława Wyspiańskiego w Katowicach (1946), Teatrach Miejskich w Częstochowie (1947), Teatrze im. Juliusza Osterwy w Gorzowie Wielkopolskim (1947-1948), był kierownikiem zespołu objazdowego (1947-1948) oraz pracował w Teatrze Polskim w Szczecinie (1948), Następnie związał się zawodowo z Łodzią, gdzie był członkiem zespołu Teatru Powszechnego (1948-1950), głównym reżyserem w Wojewódzkim Ludowym Teatrze Objazdowym (1951-1952), występował w Teatrze Nowym (1952-1954), grał i reżyserował w Teatrze Ziemi Łódzkiej (1955-1957 lub dłużej) oraz występował w Teatrze Powszechnym (1960-1961). Po przejściu na emeryturę grywał jeszcze sporadycznie (m.in. w Teatrze Nowym w 1968 roku.)
Był trzykrotnie żonaty z aktorkami: Eleonorą Głogowską (ślub w 1925 roku, rozwód przed 1946 rokiem), Danutą Korolewicz (ślub w 1946 roku) oraz Anną Cellari.

## Filmografia
- Romeo i Julcia (1933) - Roman, syn Koziegłowiczów
- Warszawska premiera (1950) - Sacchetti
- Młodość Chopina (1951) - poczmistrz
- Rzeczywistość (1960) - Zdybel, agent Piaseckiego
- Bitwa o Kozi Dwór (1961)
- Wilczy bilet (1964)
- Panienka z okienka (1964)
- Zawsze w niedziele (1965) - część: Niedziela trzecia